# Museo etnografico all'Alboron
Il Museo etnografico "all’Alboron" di Costa di Rovigo racconta la storia economica e sociale del territorio, documentandone in questo modo la civiltà rurale. Si trova nello storico palazzo Bighetti, ubicato nell'area orientale del centro del comune e conserva strumenti da lavoro, arredi domestici e simboli religiosi che tracciano la vita quotidiana delle comunità autoctone tra la fine dell'Ottocento e la prima metà del secolo scorso. Il Museo è di proprietà del Comune e fa parte della rete del Sistema Museale Provinciale Polesine.

## Storia
Il Museo venne progettato nel 2002 per esporre documenti e oggetti di uso comune di valore storico che illustrano aspetti di vita sociale, economica e religiosa dell’era pre - industriale nel territorio di Costa di Rovigo. La collezione nasce dalle raccolte di famiglie locali durante la fine degli anni ‘80, assemblate da alunni ed insegnanti della scuola media Virgilio. Il museo venne istituito a tutti gli effetti nel 2008.

### Edificio
La prima documentazione del Palazzo è databile al XVIII secolo, ma studi recenti ne anticipano la costruzione al XVI secolo. L’aspetto austero dell’edificio rimanda alle forme dell’architettura emiliana riscontrabili in altre proprietà della famiglia Pepoli, in particolare nel Palazzo Pepoli-Bentivoglio di Trecenta, in provincia di Rovigo. L’attribuzione ai Pepoli è confermata dai catastici Veneti, che documentano le varie proprietà della famiglia nei territori di Costa, Fratta Polesine ed altri centri. Le diverse proprietà fondiarie della famiglia Pepoli prendono origine dalla dote di Isabella, figlia di Giampaolo Manfrone Fortebraccio e di Isabella Gonzaga andata in sposa a Fabio Pepoli. Nei primi decenni dell'Ottocento i Pepoli sono costretti a vendere la maggior parte dei fondi per gravi difficoltà economiche. Ad ulteriore riprova di una loro presenza all’ingresso di palazzo Bighetti vi è anche una lapide dedicatoria che recita “IOANNE PAULUS SECUNDUS FORTEBRACCIO IULII FILUIS ETATIS ANNO DECIMO SEPTIM CASTRUM FUNDAVIT MDXXX” ossia “Giovanni Paolo secondo Fortebraccio figlio di Giulio nel diciassettesimo anno di età fondò il castello 1540” riferibile al castello di Fratta di proprietà della famiglia Pepoli. Il catasto napoleonico documenta rispetto alla prima impostazione dell’edificio l’aggiunta di rustici disposti attorno alla corte. La famiglia Bighetti, ultima proprietaria dell’edificio, con atto notarile datato 1922 acquista l’immobile dagli eredi della famiglia Baruchello che lo avevano detenuto con contratto di livello per buona parte del XIX secolo. Attualmente il complesso è costituito da una casa padronale con assetto planimetrico tripartito e salone centrale. Esternamente la divisione si può vedere dalla disposizione simmetrica delle finestre e da due archi a tutto sesto in corrispondenza dell’asse centrale; quello del piano superiore è caratterizzato da un balcone con balaustra in pietra lavorata. L’accesso dalla strada avviene tramite una scala in pietra che scende verso l’ingresso dell’edificio posto a un livello inferiore. All’interno numerosi soffitti e pareti sono decorati e i pavimenti sono in pietra.

## Collezione
Il percorso viene introdotto dall’illustrazione geografica e della geomorfologia di Costa di Rovigo, borgo che sorge lungo le rive dell’Adigetto. Il ritmo delle stagioni, fondamentale per lo svolgimento delle attività agricole, è alla base dello sviluppo del percorso tematico che si snoda nelle sale del museo, allestito nel piano nobile di Palazzo Bighetti. Gli attrezzi da lavoro, diversi a seconda delle attività previste nell’alternarsi delle stagioni, documentano la vita contadina con le sue fatiche ed i suoi rituali, profondamente connessi all’identità di questo territorio. Nelle diverse sezioni trovano spazio anche gli strumenti utili allo svolgimento dei lavori artigianali più diffusi, come quello del ciabattino e del falegname. In un'altra sala è stata allestita una tipica cucina d'inizio XXI secolo, corredata dalle stoviglie in uso all’epoca, senza trascurare uno strumento di lavoro femminile, fondamentale per l’economia famigliare del primo Novecento: la macchina da cucire. La prosecuzione delle donazioni da parte della popolazione locale permette un’implementazione continua del museo, che si è arricchito negli anni di pezzi che documentano anche la storia più recente. I volontari hanno recentemente ristrutturato il giardino retrostante, con in programma per i prossimi anni la piantumazione e la coltivazione di piante autoctone che rischiano l'oblio, espressione della biodiversità del territorio, che potranno essere apprezzate nelle loro mutazioni stagionali.